# 중화민국임시약법
중화민국임시약법(中華民國臨時約法)은 중화민국(中華民國) 성립 이후 제정된 최초의 헌제성 법률(憲制性法律)이다. 임시약법(臨時約法) 혹은 민원약법(民元約法)이라고도 한다. 민국(民國) 원년(1912년) 3월 8일, 남경(南京)에 있었던 중화민국임시참의원(中華民國臨時參議院)이 통과하고, 3월 11일에 임시대총통(臨時大總統) 손문(쑨원)(孫文)이 공포하여 시행하였다. 임시약법은 원세개(위안스카이)(袁世凱)가 임시대총통에 취임한 이후에 발효되었고, 중화민국임시정부조직대강(中華民國臨時政府組織大綱)을 대신하여 중화민국임시정부(中華民國臨時政府)와 그 뒤를 이은 북양정부(北洋政府) 초기의 근본적인 법률이 되었다. 임시약법 시행 이후 각지 군벌(軍閥)이 임시약법에 대한 태도가 서로 달랐기 때문에 임시약법 존폐 논쟁이 발생하였고 민국 17년(1928) 중국국민당(中國國民黨)의 국민혁명군(國民革命軍)의 북벌(北伐)이 완성될 때까지(동북역치東北易幟) 이어지다가, 국민정부(國民政府)가 중국 통일을 한 후에 완전히 철폐되었다.

## 약법 제정의 배경
신해혁명(辛亥革命) 발생 후, 중국동맹회(中國同盟會) 등 혁명당(革命黨)은 남경(南京)에서 중화민국임시정부(中華民國臨時政府)와 임시참의원(臨時參議院)을 조직, 북경(北京)에 위치한 청조(淸朝)와 서로 대립하였다. 후에 전쟁으로 곤란에 빠지자 양측은 남북의화(南北議和)를 진행하기 시작하였고, 손문(쑨원)(孫文)은 임시대총통(臨時大總統) 직위를 양보하는 것을 조건으로, 청조 주력 군대인 북양군(北洋軍)을 장악한 내각총리대신(內閣總理大臣) 원세개(위안스카이)(袁世凱)가 청 황제 선통제(宣統帝)의 퇴위를 강제할 것을 희망하였다. 사태가 급박해지자, 청조는 선통 3년 2월 25일(양력 1912년 2월 12일) 퇴위조서(退位詔書)를 반포하고 '원세개가 전권으로 임시공화정부를 조직하고 민과 군이 통일의 방식을 논의하였다(由袁世凱以全權組織臨時共和政府，與民軍協商統一辦法)'고 한다.
선통제 퇴위 이후, 손문은 1912년 2월 13일, 임시참의원에게 임시대총통 사임 의사를 제출하였고, 임시참의원은 2월 15일에 원세개를 임시대통통으로 선출하였다. 그러나 손문이 지휘하는 중국동맹회 세력이 청조의 대신이었던 원세개가 국가원수에 취임한 후 황제 정치를 회복할 것을 우려하였기에 임시참의원이 책임내각제의 중화민국임시약법을 제정한 것이 총통제(總統制)의 중화민국임시정부조직대강(中華民國臨時政府組織大綱)을 대신하여 원세개의 권력을 제한하도록 주도하였다. 임시약법은 1912년 3월 10일 원세개가 북경에서 임시대총통 취임 선서를 한 후에 효과가 발생하였다.

## 약법의 내용

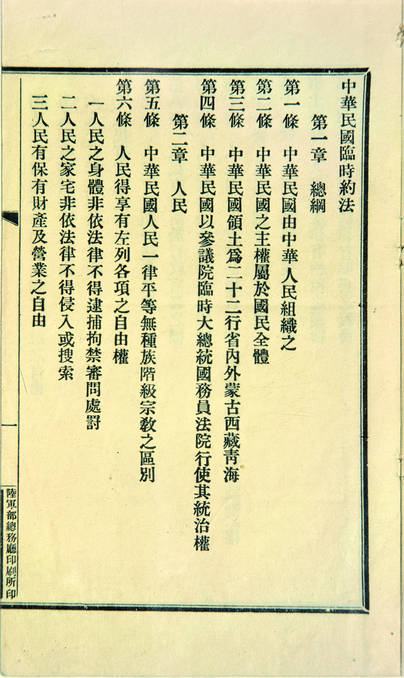
중화민국임시약법 내용 중 한 쪽

중화민국임시약법은 정식 헌법은 아니지만, 인권 보장이나 법률유보의 원칙, 사법독립 등 성문헌법 요소가 적지 않았다. 그중 '중화민국의 주권은 국민 전체에 속한다(中華民國之主權屬於國民全體)'고 명시한 것은 중국 역사상 최초로 '주권재민(主權在民)' 사상을 법률에 넣은 것이었다. 임시약법은 서방의 삼권분립 구조를 참고하여 조문에 입법(立法), 행정(行政), 사법(司法) 등 국가 기관을 명시하였다. 정치 체제는 당시 프랑스 제3공화국의 책임내각제와 유사히였으며 국가원수 권력은 비교적 작았다.
임시약법 총강(總綱) 중 중화민국은 참의원, 임시대총통, 국무원(國務院), 법원(法院)이 통치권을 행사한다고 규정하였다. 상세한 내용은 다음과 같다.
| 권력분립 | 국가기관   | 조성방식 |
| -------- | ---------- | --- |
| 입법     | 참의원     | 참의원은 각 성(省) 급 구역에서 선발하여 파견함 |
| 행정     | 임시대총통 | 참의원에서 선출함 |
| 행정     | 국무원     | 국무원(國務員)이 조직, 국무총리(國務總理)와 각 부(部) 총장(總長)이 모두 국무원(國務員)이었음, 국무원은 총통이 지명하고 참의원 비준을 거쳐 임명함                        |
| 사법     | 법원       | 법관은 임시대총통과 사법총장(司法總長)을 거쳐 임명 (기타 조문 중에는 별도로 최고법원(最高法院)(혹은 대리원大理院)과 평정원(平政院) 등을 언급한 사법 기관의 명칭이 있음) |

임시약법은 부칙으로 임시대총통은 기한 내에 정식 국회를 선출하고 소집하여 정식 헌법을 제정할 것을 규정하였다.

## 약법 시행 이후의 발전

### 원세개 집정 시기
1912년 말부터 1913년 초까지 중화민국 제1차 국회(中華民國第一屆國會) 의원선거가 거행되었고, 참의원과 중의원을 포함하는 양원제 국회가 선출되었다. 선거 결과 손문과 송교인(쑹자오런)(宋教仁)이 이끄는 국민당(國民黨)이 승리, 중화민국 제1차 국회 제1기 상회의원(中華民國第一屆國會第一期常會議員)의 자리 대부분을 차지하였다. 1913년 3월 20일, 국민당 영수 송교인이 상하이(상해) 한 기차역(오늘날 상해북역上海北站)에서 북경으로 가는 여정을 준비하던 중 암살되었다. 손문과 국민당은 암살의 배후로 원세개를 지목하였고 2차혁명(二次革命)을 일으켜 원세개 정부를 타도하려 하였으나(토원지쟁討袁之爭) 원세개에게 진압되었다. 1913년 10월 6일, 제1차 국회는 원세개를 최초 중화민국 정식 대총통으로 선출하였다. 1913년 11월, 대총통 원세개는 국민당이 2차혁명을 발동한 것을 이유로 국민당 국회의원의 자격을 취소하였고, 제1차 국회는 결국 남은 의원이 법정 인수를 채우지 못하여 성회를 하지 못하였다. 1914년 5월 1일, 원세개는 자신이 주도하던 약법회의(約法會議)가 통과시킨 중화민국약법(中華民國約法)으로 임시약법을 대신할 것을 선포하였다.
이후 원세개의 사상은 점차 공화제로부터 벗어나 중화제국(中華帝國) 수립을 계획하였으나, 각 방면의 반대를 받고 철회하였다. 원세개의 제제(帝制) 철회 후 얼마 안 있어 1916년 6월 6일 사망하자, 원세개가 통솔하던 북양군의 부하들은 각자 파계(派系)를 세우고 북양군벌(北洋軍閥)을 형성하였다.

### 군벌 할거 시기
원세개 사후 부총통(副總統) 여원홍(리위안훙)(黎元洪)은 임시약법에 따라 대총통 자리를 이었으나 임시약법 가운데 정부 운영에 관한 다수의 규정이 아직 완성되지 않았기에, 이윽고 놓고서 총통부(總統府) 수장 대총통 여원홍과 국무원(國務院) 국무총리(國務總理) 단기서(돤치루이)(段祺瑞) 사이에 발생한 권력 투쟁인 이른바 부원지쟁(府院之爭)이 발생하였다. 1917년 7월 1일, 명령을 받고 와서 부원지쟁을 조정하려 한 장훈(장쉰)(張勳)이 북경에서 퇴위한 청의 마지막 황제 선통제 부의(溥儀)를 황위에 복구시키는 이른바 장훈복벽(張勳復辟)을 일으키고 임시약법을 폐지하였다. 이후 복벽군(復辟軍)은 단기서에게 진압되었지만, 이후 단기서는 폐지된 임시약법과 제1차 국회의 회복을 거절하였고, 국회의 재선출을 추진하였다. 이로 인해 손문은 중국 남방에서 일부 군벌과 결맹하여 호법운동(護法運動)을 전개하였고, 제1차 국회의 의원들에게 광동(廣東) 광주(廣州)로 남하하여 별도의 정부를 조직할 것을 호소하면서, 중국은 분열에 빠졌다.
1917년부터 1928년 사이에 중국 남방과 북방에는 각자 정부가 존재하였고 서로 종속되지 않았으며, 중화민국임시약법의 태도 역시 지도자에 따라 변화하였다. 1925년 이후로 남북 정부는 더이상 약법을 준수하지 않았다.
북방
- 1918년(민국 7년) 중, 단기서는 중화민국 제2차 국회의원 선거(中華民國第二屆國會議員選舉)를 주도하여 중화민국 제2차 국회(中華民國第二屆國會)를 선출하였다.
- 1922년(민국 11년) 4월, 제1차 직봉전쟁(第一次直奉戰爭)이 종료되어 조곤(차오쿤)(曹錕), 오패부(우페이푸)(吴佩孚)가 이끄는 직계(直系) 군벌(軍閥)이 북경을 통제하고 '법통중광(法統重光)'을 제시하여 호소하고, 제차 임시약법과 제1차 국회를 회복하였다.
- 1923년(민국 12년) 10월 10일, 제1차 국회는 조곤의 주도 하에 헌법회의(憲法會議)를 조직하고 중화민국헌법(中華民國憲法) 이른바 조곤헌법(曹錕憲法)을 제정하여 임시약법을 대체하였다.
- 1925년(민국 14년) 4월 24일, 제2차 직봉전쟁(第二次直奉戰爭) 이후 단기서는 임시집정(臨時執政)에 임명되어 명령을 발포하고 '법통이 이미 옛 것이 되었다(法統已成陳迹)'고 하며 임시약법을 폐지하였다.

남방
- 1917년(민국 6년) 8월 25일, 북양정부에 의해 해산된 제1차 의회의 의원 일부는 손문의 호소에 따라 광주로 남하하여 비상회의를 열었으니 이를 광주국회비상회의(廣州國會非常會議)라 한다. 손문은 남방 군벌 일부와 다시 결맹하고 광동성(廣東省)을 기반으로 중화민국군정부(中華民國軍政府) 이른바 호법군정부(護法軍政府)를 조직하고 호법운동(護法運動)을 전개하였는데, 이때 지키고자 한 법은 임시약법이었다.
- 1925년(민국 14년) 7월 1일, 중국국민당이 국민정부(國民政府)를 건립하였다. 장개석(장제스)(蔣介石)이 남경에 별도로 국민정부를 수립한 후에는 임시약법에 대한 언급에 매우 적어졌으나 정식으로 폐지되지는 않았다.

### 국민혁명군 북벌 완성 이후
1928년 12월 29일, 중국국민당 국민혁명군(國民革命軍)의 북벌(北伐)이 완성(동북역치東北易幟), 국민정부는 형식상 중국 통일을 달성하였다. 1931년 5월 5일, 국민당이 조직한 국민회의(國民會議)는 중화민국훈정시기약법(中華民國訓政時期約法)을 통과시켰고, 6월 1일에는 시행을 시작하였으며, 이로써 중화민국임시약법은 완전히 소멸하였다.

## 같이 보기
- 중화민국 (1912년~1949년)
- 중화민국임시정부 (1912년)
- 신해혁명
- 쑨원
- 삼민주의